# Джессика Дарлин
Дже́ссика Да́рлин (англ. Jessica Darlin, настоящее имя — Норма Джин Слэттери (англ. Norma Jean Slattery); род. 22 марта 1976 г., Уилмингтон, штат Делавэр, США) — бывшая американская порноактриса.

## Биография
Будучи удочерённой в детстве, Дарлин выросла в Корал-Спрингс, штат Флорида.
В 17 лет познакомилась с Луисом Кифера на концерте, и вступила с ним в брак по достижении возраста 21 года.

## Карьера
В возрасте 18 лет начала работать танцовщицей в ночном клубе, где познакомилась со многими людьми, имевшими отношение к порнографическим фильмам. Когда ей исполняется 21 год, Джессика и её муж переезжают в Лос-Анджелес, чтобы заняться порноиндустрией.
Во время её первого визита в офис Джима Саута один из режиссёров сообщил ей, что одна из актрис не появилась, поэтому Джессика приняла участие в съёмке сцены фильма «Сексуальные посвящения» (англ. Sexual Initiations).
Всего Джессика Дарлин снялась более чем в 200 фильмах (согласно IAFD).

## Награды
- 2004 Премия AVN за лучшую сцену триолизма (видео) — Weapons of Ass Destruction 2 (вместе с Джулсом Джорданом и Брайаном Пампером)[1]
- 2004 Премия AVN за лучшую лесбийскую сцену (видео) — The Violation of Jessica Darlin (вместе с Брэнди Лайонс, Ланой Мур, Холли Стивенс, Flick Shagwell, Эшли Блу и Кристал Рэй)[1]